# Hej Sloveni
Hej Sloveni (Hé, les Slaves) est un hymne consacré aux peuples slaves. Ses paroles originales ont été écrites en 1834 sous le titre « Hej, Slováci » (Hé, les Slovaques) par Samuel Tomášik. Il sert depuis comme hymne du panslavisme, du mouvement Sokol, ainsi que de la RFS Yougoslavie, de la République fédérale de Yougoslavie et de la Serbie-et-Monténégro. La chanson est également considérée comme le second hymne officieux des Slovaques. Sa mélodie est basée sur la Mazurek Dąbrowskiego, l'hymne de la Pologne depuis 1926, mais elle est beaucoup plus lente et plus accentuée.
Il est appelé Hej, Slaveni en serbo-croate, croate et bosniaque, Хеј Словени/Hej, Sloveni en serbe, Hej, Slováci en slovaque, Hej, Slované en tchèque, Еј, Словени en macédonien, Hej, Slovani en slovène et Hej Słowianie en polonais, Хей, Славяни en bulgare, Гей, Славяне en russe.

## Historique

### « Hej, Slováci »
La chanson a été écrite par le prêtre, poète et historien slovaque Samuel Tomášik alors qu'il se trouvait à Prague en 1834. Il a été consterné de voir que la langue allemande était plus parlée dans les rues de Prague que le tchèque. Il écrivit dans son journal :

« Si Mère Prague, la perle du monde slave occidental, se perd dans une mer allemande, qu’est-ce qui attend ma chère patrie, la Slovaquie, qui tire de Prague sa nourriture spirituelle ? Touché par cette pensée, je me suis souvenu de la vieille chanson polonaise : Jeszcze Polska nie zginęła, kiedy my żyjemy (La Pologne n'a pas encore péri, aussi longtemps que nous vivons). Cette mélodie familière a fait sortir de mon cœur ces paroles : Hej, Slováci, ešte naša slovenská reč žije (Hé, les Slovaques, notre langue slovaque vit encore)... j'ai couru dans ma chambre, allumé une bougie et écrit trois vers dans mon journal au crayon. La chanson fut finie en un instant. »

— (Journal de Samuel Tomášik, Dimanche 2 novembre 1834)

### Hymne panslave
Tomášik a rapidement modifié les paroles pour inclure tous les Slaves, et le titre est devenu Hey, les Slaves. La chanson s'est rapidement fait connaître comme chant de ralliement des nationalistes slaves et panslaves, en particulier dans les territoires slaves de la couronne autrichienne. Une exception notable fut celle des Polonais qui jouissaient de l'autonomie dans l'Autriche-Hongrie et étaient favorables à son égard. Hé, les Slaves a alors été imprimé dans de nombreuses revues et chanté à des rassemblements politiques, devenant l'hymne officieux de la conférence des mouvements panslaves.
Son succès a continué à augmenter quand il a été adopté comme hymne officiel du Sokol (faucon), mouvement d'éducation physique fondé sur des idéaux panslaves et actif dans toute l'Autriche-Hongrie.
En 1905, l'érection d'un monument à la poète slovène France Prešeren à Ljubljana a été célébrée par un grand rassemblement de personnes chantant Hé, les Slaves. Au cours de la Première Guerre mondiale, la chanson a été souvent utilisée par les soldats slaves de l'autre côté de la ligne de front commun pour communiquer des sentiments nationalistes et empêcher des effusions de sang. Beaucoup de Slovènes, Croates et Serbes membres du Sokol, incorporés dans l'armée austro-hongroise, se sont rendus volontairement aux forces serbes ou russes et ont même souvent changé de camp. La chanson s'est propagée dans les Balkans et en Russie grâce à ces soldats et est demeurée très connue dans l'entre-deux-guerres.

### Hymne yougoslave
La première apparition de Hé, les Slaves sur le territoire de la Yougoslavie fut du temps du mouvement Illyrien. Dragutin Rakovac traduisit la chanson et l'appela Hé, Illyriens (serbe et croate : Hej, Iliri). Jusqu'à la Seconde Guerre mondiale, la traduction n'a pas subi de grand changements, à l'exception du remplacement de Illyriens par Slaves.
En 1941, la Seconde Guerre mondiale ravage le royaume de Yougoslavie. Les puissances de l'Axe l'envahissent début avril et l'armée royale yougoslave désintégrée capitule en seulement deux semaines et demie. Comme l'ancien hymne yougoslave comportait des références au roi et royaume, les antiroyalistes, partisans de la résistance, dirigés par Josip Broz Tito et son parti communiste, décident d'éviter cet ancien hymne et optent pour Hé, les Slaves. La chanson a été chantée lors de la première et la deuxième session de l'AVNOJ, l'organe législatif de la résistance, et il devient peu à peu généralement considérée comme l'hymne national de la nouvelle Yougoslavie.
L'ancien hymne national a été officiellement abandonné après la libération en 1945, mais aucun nouvel hymne n’a été adopté officiellement. Il y a eu plusieurs tentatives visant à promouvoir d'autres hymnes, comme des chansons plus spécifiquement yougoslaves que Hé, les Slaves, mais aucun n'a eu suffisamment de soutien public et Hé, les Slaves a continué à être utilisé de façon officieuse. La recherche d'un meilleur « candidat » a été finalement abandonné et, en 1977, Hé, les Slaves est devenu l'hymne national officiel de la Yougoslavie.

### Hymne de la Serbie-et-Monténégro
Après la dissolution de la RFS de Yougoslavie en 1991-1992, alors que la Serbie et le Monténégro sont restés au sein de la fédération, Hé, les Slaves a continué à être utilisé comme hymne officiel de la république fédérale de Yougoslavie. Cet état a changé de nom en 2003 pour devenir la Serbie-et-Monténégro. Comme aucun accord n'a été trouvé sur les symboles nationaux, Hé, les Slaves est resté hymne national.
Un mélange de l'hymne monténégrin Oj, svijetla majska zoro et serbe Bože Pravde a été proposé, mais cette tentative fut rejetée après des plaintes du Parti populaire serbe et du Parti socialiste populaire.
Après l'éclatement de la Serbie-et-Monténégro en 2006, Hé, les Slaves fut définitivement abandonné comme hymne national.